# ViendoMovies
ViendoMovies (anteriormente VeneMovies) es un canal de televisión estadounidense de TV Paga distribuido por televisión por cable y satélite propiedad de Somos TV y parte de SOMOS Group (dirigido por Luis Villanueva).[cita requerida] ViendoMovies es un canal de cine (largometrajes), 24 horas al día, libre de cortes comerciales, con contenido variado de cine contemporáneo producido originalmente producido en Español y en Alta Definición. El canal se distribuye en el mercado hispano de los Estados Unidos, apelando a audiencias de idioma español, bilingües y biculturales y en Puerto Rico. La programación de ViendoMovies llega a millones de suscriptores en Estados Unidos y Puerto Rico a través de los principales sistemas de televisión por cable y televisión por satélite.

## Historia
En 2006 se lanzó al mercado ViendoMovies entonces bajo el nombre de VeneMovies. El 4 de julio de 2011, VeneMovies cambió su nombre a ViendoMovies, actualizando al aire su apariencia, logo, etc. El cambio de imagen fue presentado como parte de la celebración de su 5.º aniversario al aire. En el momento del lanzamiento, el canal fue considerado uno de los primeros canales de películas por cable hispano de 24 horas sin cortes comerciales (sin comercial de televisión) en los Estados Unidos. ViendoMovies fue creado basado en la necesidad del mercado hispano de ver películas de calidad de sala de cine en español. Según la revista de negocios de los hispanos, "los hispanos son consumidores agresivos de películas de entretenimientos". ViendoMovies ofrece subtítulos cerrados en inglés y en español.

## Actualidad
ViendoMovies actualmente está distribuido por todas las compañías de televisión por cable, televisión por satélite y streaming más importantes, incluyendo Comcast, Cablevision, DirecTV, Charter Communications, RCN, Verizon, Atlantic Broadband, Mediacom, FIOS, AT&T U-Verse, Liberty Puerto Rico, Claro Puerto Rico, Innovative Cable U.S. Virgin Islands (Viya) y otras.  
El canal continúa ampliando su presencia en los Estados Unidos y en 2014 anunció distribución vía televisión por satélite nacional.

## Programación
Según PRNewswire, ViendoMovies ofrece una selección de películas galardonadas de América Latina, incluyendo México, Colombia, Perú, Chile, España, República Dominicana, Argentina, Venezuela, Puerto Rico, entre otros. El canal incluye los géneros más populares, tales como películas de acción, drama, comedia, romance, etc. El canal también ofrece VOD gratuito (Free Video on Demand) como opción a sus suscritores. 
ViendoMovies tiene su página de Internet: www.viendomovies.com y también está presente en las plataformas de medios sociales (Facebook, Twitter y YouTube).